# البيت الأخير على اليسار (2009)
البيت الأخير على اليسار (بالإنجليزية: The Last House on the Left)‏ هو فيلم رعب وإثارة إنتاج عام 2009 للمخرج دينيس لياديس، كتبة كارل إيلسوورث، بطولة مونيكا بوتر، توني قولدوين، غاريت ديلاهونت وسارة باكستون. أطلق في 13 مارس ومدته 110 دقائق. وهو إعادة لفيلم بالعنوان نفسه الذي أنتج في 1972.

## القصة
بعد خطف فتاتين والاعتداء عليهما. تقوم عصابة يقودها سجين هارب باللجوء إلى بيت صيفي في الغابة يعود إلى والديّ إحدى الفتاتين. فيقرر الوالدان الانتقام من العصابة.

## الإصدار
يرى النقاد أنه فيلم يدور حول 6 شخصيات، ما يُدخل الملل في النفوس. بينما يرى آخرون بأنه لا يجب على أصحاب القلوب الضعيفة مشاهدته، وأن هذه النسخة جاءت أفضل من نسخة 1972 ميلادي، التي بدت أكثر رعباً وعنفاً.

## وصلات خارجية
- الموقع الرسمي
- البيت الأخير على الشمال على موقع IMDb (الإنجليزية)
- البيت الأخير على الشمال على موقع ميتاكريتيك (الإنجليزية)
- البيت الأخير على الشمال على موقع روتن توميتوز (الإنجليزية)
- البيت الأخير على الشمال على موقع نتفليكس (الإنجليزية)
- البيت الأخير على الشمال على موقع قاعدة بيانات الأفلام العربية
- البيت الأخير على الشمال على موقع ألو سيني (الفرنسية)
- البيت الأخير على الشمال على موقع Turner Classic Movies (الإنجليزية)
- البيت الأخير على الشمال على موقع أول موفي (الإنجليزية)
- البيت الأخير على الشمال على موقع بوكس أوفيس موجو (الإنجليزية)
- البيت الأخير على الشمال على موقع فيلمافينيتي (الإسبانية)
- البيت الأخير على اليسار على موقع أول موفي.